# Jennifer Digbeu
Jennifer Digbeu, (nascuda el 14 d'abril de 1987 a Lió, França) és una jugadora de bàsquet francesa. És la germana del també professional Alain Digbeu. Ella va ser part de l'equip francès que va guanyar la medalla de plata als Jocs Olímpics d'Estiu de 2012.